# Zbigniew Lewandowski (muzyk)
Zbigniew Lewandowski, ps. „Levandek” (ur. 17 września 1951 w Chojnicach) – polski perkusista, kompozytor, aranżer, a także lider własnych zespołów. Współpracował z wieloma muzykami z czołówki polskiego i światowego jazzu.
Znany także jako nauczyciel gry na perkusji – regularnie prowadzi zajęcia warsztatowe (m.in. Blues nad Bobrem, Blues Express), nagrał też dla TVP cykl programów o tematyce perkusyjnej. Obecnie jest wykładowcą we Wrocławskiej Szkole Jazzu i Muzyki Rozrywkowej im. Zbigniewa Czwojdy.

## Kariera muzyczna
Jest absolwentem Państwowej Szkoły Muzycznej II stopnia w Toruniu w klasie perkusji. Przez rok był uczniem zatrudnionego tam na roczne zastępstwo, wybitnego perkusisty jazzowego Janusza Trzcińskiego. W 1967 roku zadebiutował z zespołem Krokusy na Festiwalu Muzyki Młodzieżowej w Toruniu. W latach 1970–1977 był perkusistą we wrocławskim zespole Sami Swoi. Równolegle współpracował m.in. z: Big Bandem „Wrocław” (I nagroda, „Złota Tarka”, 1973), Spiskiem Sześciu (I nagroda, „Jazz nad Odrą”, 1974), septetem Ryszarda Miśka, kwartetem Pawła Tabaki, zaś w 1977 roku zajął miejsce Adama Bielawskiego w formacji Crash (I nagroda, Festiwal Jazzowy w San Sebastián, 1977). W roku 1981 opuścił Crash, zasilając jazzową grupę String Connection. W 1982 roku debiutował jako band leader z własnym septetem, na festiwalu „Jazz nad Odrą”, zaś w 1983 roku nagrał swoją pierwszą autorską płytę, zatytułowaną Zbigniew Lewandowski. Od tego czasu zakładał własne zespoły od tria do septetu o szerokiej rozpiętości stylistycznej (akustyczny i elektryczny mainstream, electric jazz, fusion, salsa). Współpracował z czołowymi polskimi jazzmanami, a byli to: Tomasz Stańko, Zbigniew Namysłowski, Janusz Muniak, Jarosław Śmietana, Sławomir Kulpowicz, Krzesimir Dębski, Wojciech Karolak, Jan Ptaszyn Wróblewski, a także z gwiazdami europejskiego i amerykańskiego jazzu oraz z muzykami bluesowymi, m.in.: Erling Kroner, Bernt Rosengren, Hans Hartmann, David Friesen, Mike Stern, Mike Russel, Mfa Kera, Kenny Carr, Carlos Johnson. Jako muzyk sesyjny i na estradzie współpracował m.in. z Krystyną Prońko, Krzysztofem Krawczykiem, Edytą Geppert, Tomaszem Szwedem, Leszkiem Cichońskim, José Torresem, a także z wieloma orkiestrami rozrywkowymi, m.in. Alex Band. Koncertował w NRD, RFN, Czechosłowacji, Finlandii, Szwecji, Danii, Jugosławii, Francji, Hiszpanii. Od września 1992 roku współtworzył wraz z Markiem Radulim i Wojtkiem Pilichowskim zespół Three Generations Trio, który nagrał płytę koncertową pt. Live! In Jazz Club Pinokio i nadal okazjonalnie koncertuje. Perkusista zasilił też formację The High Bred Jazz Trio w której gra z Wojciechem Karolakiem i Piotrem Baronem (owocem tej współpracy jest płyta pt. Dżem jak co dzień). Brał udział w sesjach nagraniowych kilkudziesięciu płyt, w tym dziesięciu solowych. Nagrywał także muzykę teatralną i filmową. W 2017 roku wziął udział w reaktywacji zespołu Crash.

## Nagrody

### Z zespołem Sami Swoi
- I nagroda dla najlepszej orkiestry tradycyjnej w 1972 roku i wyróżnienia w 1973 na Studenckim Festiwalu Jazzowym „Jazz nad Odrą”,
- Tytuł zespołu ekstraklasy europejskiej na festiwalu w Przerowie (Czechosłowacja) (1973),
- Tytuł najlepszego zespołu jazzu tradycyjnego na festiwalu jazzowym w San Sebastián (Hiszpania) (1974),
- Złoty medal na festiwalu jazzowym w Kromieryżu (Czechosłowacja) (1975),
- Nagroda publiczności (dla zespołu) oraz nagroda indywidualna „Super Star” (dla Z. Lewandowskiego) na festiwalu jazzowym w Mönchengladbach (RFN) (1975).

### ZBig Bandem „Wrocław”
- I nagroda dla najlepszego big bandu na festiwalu „Złota Tarka” (1973),
- Złoty medal i tytuł zespołu ekstraklasy europejskiej na festiwalu w Przerowie (Czechosłowacja) (1973)[6],
- Złoty medal na festiwalu jazzowym w Kromieryżu (Czechosłowacja) (1975).

### Z zespołemSpisek Sześciu
- I nagroda na festiwalu „Jazz nad Odrą” (1974).

### Z zespołemCrash
- I nagroda na festiwalu jazzowym w San Sebastián (1977).

### Kwartet Zbigniewa Lewandowskiego
- II miejsce na festiwalu jazzowym w San Sebastian (1984).